# 그것에 관하여
그것에 관하여(Fuck)는 미국에서 제작된 스티브 앤더슨 감독의 2005년 다큐멘터리 영화이다. 스티븐 복코 등이 주연으로 출연하였고 스티브 앤더슨 등이 제작에 참여하였다.

## 출연

### 주연
- 스티븐 복코
- 팻 분

### 조연
- 벤자민 C. 브래들리
- 드류 캐리
- 빌리 코놀리
- 척 디
- 샘 도널드슨
- 재닌 가로팔로
- 아이스-티
- 론 제레미
- 앨런 케이즈
- 산드라 칭 로
- 빌 마허
- 데이비드 밀치
- 앨라니스 모리셋
- 테라 패트릭
- 에반 세인펠드
- 헌터 S. 톰슨

## 제작진
- Co-PD: 크리스틴 비비
- Co-PD: 크리스틴 A. 페체라
- Co-PD: 이안 케네디